# جيبريل سانكوه
جيبريل سانكوه (15 مايو 1983 بفريتاون في سيراليون - ) هو لاعب كرة قدم هولندي وسيراليوني في مركز الدفاع. شارك مع منتخب سيراليون لكرة القدم. أما مع النوادي، فقد لعب مع رودا ياي سي ونادي آوغسبورغ ونادي غرونينغن ونادي هينان جيانيي ونادي تلستار ‏ وMeizhou Hakka F.C. ‏.

## وصلات خارجية
- جيبريل سانكوه على موقع قاعدة بيانات كرة القدم.إي يو (الإنجليزية)
- جيبريل سانكوه على موقع بيانات كرة القدم. دي إي (الألمانية)
- جيبريل سانكوه على موقع ناشيونال فوتبول تيمز (الإنجليزية)
- جيبريل سانكوه على موقع Soccerbase.com (لاعب) (الإنجليزية)
- جيبريل سانكوه على موقع Soccerway.com (الإنجليزية)
- جيبريل سانكوه على موقع عالم كرة القدم.نت (الإنجليزية)
- جيبريل سانكوه على موقع AS.com (الإسبانية)